# Telmatoscopus idalimus
Telmatoscopus idalimus és una espècie d'insecte dípter pertanyent a la família dels psicòdids que es troba a Madagascar.